# Adam Pearson
Adam Pearson (Londra, 6 gennaio 1985) è un conduttore televisivo, attivista e attore britannico.

## Biografia
Adam Pearson nasce il 6 gennaio 1985 a Croydon, un rione nella zona sud di Londra, trenta minuti prima di suo fratello gemello, Neil. All'età di cinque anni subisce un trauma cranico dopo aver battuto la testa, ma nonostante la ferita risultante fosse di lieve entità, essa non guarisce come previsto, generando invece la crescita di una vistosa protuberanza. Gli viene in seguito diagnosticata la neurofibromatosi di tipo 1, che provoca la crescita di tumori non cancerosi sul tessuto nervoso; la stessa malattia si manifesta anche in Neil, ma in modo diverso e decisamente meno appariscente.
Pearson è stato vittima di bullismo per tutta la vita ed è da tempo coinvolto in programmi di sensibilizzazione per prevenire il bullismo associato a deformità.

### Carriera

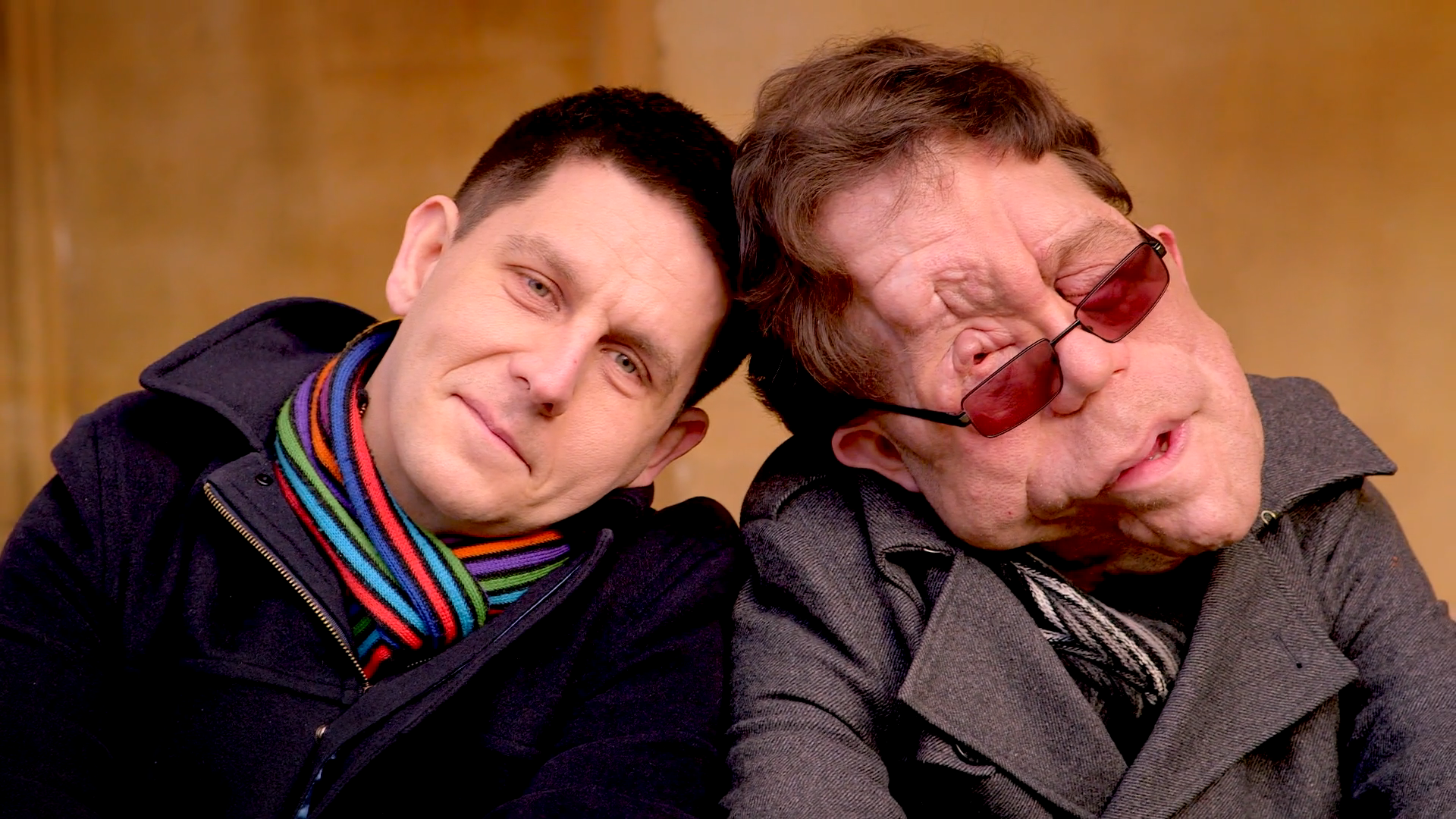
Adam Pearson (a destra) e il fratello gemello Neil in My Amazing Twin, episodio di Horizon

Pearson si laurea in economia aziendale all'Università di Brighton. Lavora a diverse produzioni televisive per la BBC e Channel 4, tra cui gli spettacoli The Undateables e Beauty and the Beast.
Nel 2013, interpreta insieme a Scarlett Johansson il film Under the Skin di Jonathan Glazer, sperando che il ruolo avrebbe sfidato lo stigma della deturpazione. Lavora come ricercatore per la BBC e Channel 4 prima di diventare presentatore della prima serie di Beauty and the Beast: The Ugly Face of Prejudice su Channel 4.
Pearson ha lavorato su tutte e cinque le serie di The Undateables per Channel 4 come ricercatore di casting. Ha presentato i documentari della BBC Three, Adam Pearson: Freak Show e The Ugly Face of Disability Hate Crime, ed è apparso come reporter della serie Channel 4, Tricks of the Restaurant Trade. Pearson ha espresso interesse per il ruolo di un cattivo di James Bond.
Pearson è stato nominato come presentatore del documentario dell'anno nel Regno Unito ai Grierson Awards 2016.
Nel 2024 viene presentato prima al Sundance Film festival fuori concorso e poi al festival del cinema di Berlino A Different Man, thriller prodotto da A24 assieme agli attori Sebastian Stan e Renate Reinsve. Per il suo lavoro nella pellicola viene candidato al Gotham Independent Film Awards come miglior interpretazione non protagonista.

## Filmografia

### Cinema
- Under the Skin, regia di Jonathan Glazer (2013)
- Oddity, regia di Rowan Charlton (2015) - cortometraggio[13]
- Rodentia, regia di Phoebe Jaspe (2015) - cortometraggio
- Chained for Life, regia di Aaron Schimberg (2019)
- Ruby Splinter, regia di Forest Aragon (2022)
- A Different Man, regia di Aaron Schimberg (2024)

### Televisione
- Trucchi del commercio di ristoranti - serie TV (2015-2018)
- Horizon - serie TV (2016)

## Riconoscimenti
- Chicago Film Critics Association
  - 2024 – Candidatura per il miglior attore non protagonista per A Different Man[14]
  - 2024 – Candidatura per la miglior performance rivelazione per A Different Man[14]

- Los Angeles Film Critics Association
  - 2024 - Candidatura per la miglior performance non protagonista per A Different Man[15][16]
- Gotham Independent Film Awards
  - 2024 – Candidatura per la miglior interpretazione non protagonista per A Different Man[12]